# Dinarte Branco
Dinarte Branco (Vila Nova de São Bento, Serpa,  1972) é um actor português.

## Biografia
Natural de Vila Nova de São Bento, Serpa, foi adolescente para Laranjeiro com a sua família.
Possui extensa carreira no teatro, cinema e televisão. Por sua atuação em "A Morte de Judas", foi indicado aos Globos de Ouro.

## Televisão
- Elenco principal, Júlio em Vizinhos para Sempre, TVI 2025
- Elenco principal, Agostinho Trindade em Festa É Festa, TVI 2023-2024
- Elenco principal, Daniel em Até Que a Vida Nos Separe, RTP1 2021
- Elenco principal, Vicente Barrigoto em Amar Depois de Amar, TVI 2019
- Ator convidado, Vítor Pinho em Vidas Opostas, SIC 2018-2019
- Elenco secundário, Gil Dias em Paixão, SIC 2017-2018
- Elenco principal, Hélder Oliveira em Coração d'Ouro, SIC 2015-2016
- Elenco principal, Hilário Castelo em O Beijo do Escorpião, TVI 2014
- Elenco adicional, Inspetor da PJ em Sol de Inverno, SIC 2014
- Elenco principal, Sílvio Palma em Depois do Adeus, RTP 2013[3]
- Participação especial, João Santiago em Bem-Vindos a Beirais, RTP 2013[4]
- Participação especial, Sérgio Soares em Maternidade, RTP 2012
- Elenco principal, João Nuno Melo em Rosa Fogo, SIC 2011-2012[5]
- Participação especial, Diletante em Mistérios de Lisboa, RTP 2011[6]
- Participação especial, Esteves em Conta-me Como Foi, RTP 2010-2011[2]
- Elenco principal, Ximenes em O Segredo de Miguel Zuzarte, RTP 2010[2]
- Elenco principal, Leonel Cardoso em Cidade Despida, RTP 2010[2]
- Participação especial em Pai à Força, RTP 2009[2]
- Participação especial, Luís Dias em Liberdade 21, RTP 2009[2]
- Elenco principal, Vários Papéis em Os Contemporâneos, RTP 2008-2009[2]
- Participação especial, Investigador da Polícia em Doce Fugitiva, TVI 2007[2]
- Elenco principal, João Dâmaso em Nome de Código: Sintra, RTP 2007[2]
- Elenco principal, André da Ponte em  Bocage, RTP 2006
- Participação especial em Inspector Max, TVI 2005[2]
- Elenco principal, Hélio Lampreia em Mistura Fina, TVI 2004-2005[2]
- Elenco principal, Narciso em Paraíso Filmes, RTP 2002-2003
- Elenco principal em O Processo dos Távoras, RTP 2001[2]
- Participação especial, Dinis em A Loja do Camilo, SIC 2000[2]
- Elenco principal em A Febre do Ouro Negro, RTP 2000[2]
- Elenco principal, Valentim em  O Fura-Vidas, SIC 1999-2001[2]

## Cinema
- Lopes em Podia Ter Esperado por Agosto - 2024

- Presidente da República em Linhas de Sangue - 2018
- Presidente da Câmara em Soldado Milhões - 2018
- Talagrepo em Peregrinação - 2017
- Homem do Patronato em As Mil e Uma Noites: Volume 1, O Inquieto - 2015
- Marquês de Souselas em Os Maias - Cenas da Vida Romântica - 2014
- Zé em Assim Assim - 2012[2]
- A Moral Conjugal - 2012
- Basile Constant em Je m'appelle Bernadette - 2011[2]
- Paulo Armando em América - 2010[2]
- Diletante em Mistérios de Lisboa - 2010[2]
- Paisagem Urbana com Rapariga e Avião - 2008, curta-metragem
- Contínuo em Um Amor de Perdição - 2008[2]
- Homem de Luto em A Zona - 2008
- Médico em  Corrupção - 2007[2]
- Distribuidor de jornais em Dot.com - 2007[2]
- Vítor em Aquário - 2006, curta-metragem
- Renato em Lastro - 2005, curta-metragem
- Francisco em Daqui p'ra Alegria - 2004
- Góis em A Costa dos Murmúrios - 2004[2]
- Figuras Obrigatórias - 2004, curta-metragem
- Marco Lobo em Debaixo da Cama - 2003
- Vizinho em 6 Minutos - 2002), curta-metragem
- Sem Movimento - 2000, curta-metragem